# Рябинкин, Дмитрий Валерьевич
Рябинкин Дмитрий Валерьевич (13 октября 1971, Ужгород, УССР, СССР — 17 июня 1995, Будённовск, Ставропольский край)  — российский военнослужащий, лейтенант спецназа ФСК РФ «Альфа». Погиб при проведении операции по освобождению заложников в Будённовске. Награждён Орденом Мужества (посмертно).

## Биография
Рябинкин Дмитрий родился 13 октября 1971 года в городе Ужгороде в семье кадрового военного Валерия Фёдоровича.
В 1978 году Дима пришёл учиться в Ватутинскую школу. О нём отзывались «спокойный, добрый мальчик. Участвовал во всех мероприятиях, его исполнительность поражала». В 1985 году Дмитрий одним из первых в классе вступил в ВЛКСМ.
Восьмой класс Дмитрий окончил на одни четвёрки и пятёрки. В 16 лет поступил в Минское суворовское училище. В 1989 году, участвуя в общесоюзной Спартакиаде суворовских училищ, стал бронзовым призёром и выполнил норматив Мастер спорта по офицерскому троеборью. В том же году с отличием окончил МСУ.
Как отличнику учёбы Дмитрию предоставили право выбора при поступлении в военный ВУЗ. В 1989 – 1993 гг. он учился в МВОКУ им.Верховного Совета РСФСР. В июне 1993 года был зачислен в группу «А».
В 1992 году родился сын Андрей.

## Гибель
14 июня 1995 года отряд боевиков под общим командованием Шамиля Басаева совершил кровавое нападение с захватом заложников в Будённовске. 17 июня при проведении операции по освобождению заложников, удерживаемых в здании городской больницы г. Буденовска, лейтенант Рябинкин действовал в составе штурмовой группы. В ходе штурма уничтожил пулеметную точку боевиков, мешавшую продвижению группы, и при смене огневой позиции был смертельно ранен в голову.
Смелые и решительные действия лейтенанта Дмитрия Рябинкина обеспечили выполнение поставленной задачи и освобождение части заложников с детьми.

## Память
По инициативе Всероссийского общественного движения ветеранов локальных войн и военных конфликтов «Боевое братство» в Ватутинской средней школе открыли Мемориальную доску в честь погибшего героя-альфовца и школа была названа его именем. 2 июня 2016 года в Минском суворовском военном училище открыли мемориальную доску как выпускнику 33 выпуска (6 рота 1989 года выпуска). Кроме того, его именем названа одна из улиц Ватутинок, где он жил.